# Ephydra usingeri
Ephydra usingeri är en tvåvingeart som beskrevs av Wirth 1976. Ephydra usingeri ingår i släktet Ephydra och familjen vattenflugor.
Artens utbredningsområde är Kalifornien. Inga underarter finns listade i Catalogue of Life.